# 白宮 (鹿特丹)

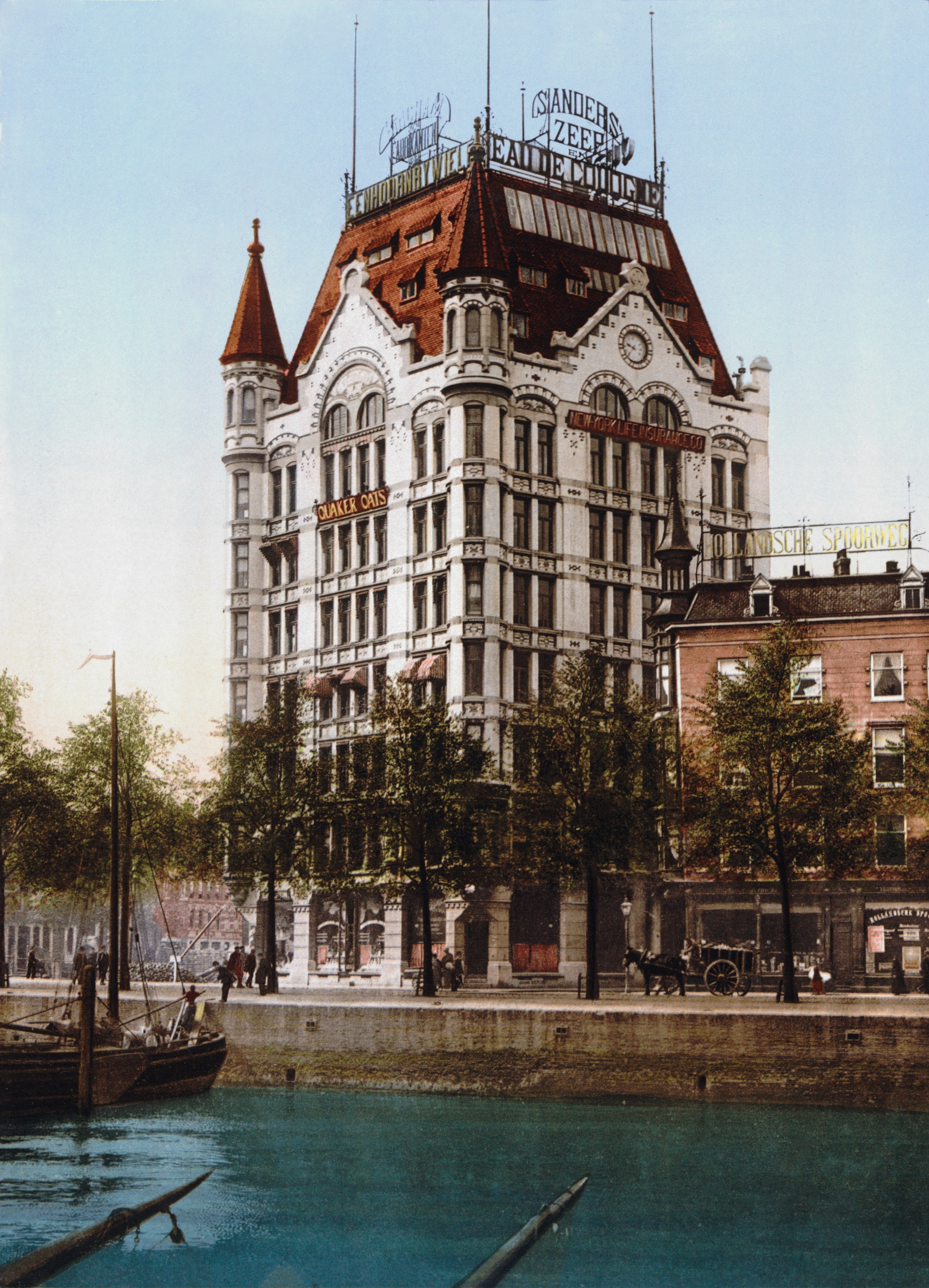
1900年的白宮

白宮（荷蘭語：Witte Huis，荷蘭語發音：[ˌʋɪtə ˈɦœys]）是荷蘭城市鹿特丹的一座建築，修建於1898年，是一座新藝術運動的建築。白宮高43米（141英尺），共有十層。這座建築是荷蘭的國家紀念建築。白屋也是鹿特丹市中心少數逃過二戰中德國空襲的建築。

## 外部連結
维基共享资源上的相關多媒體資源：白宮
- De bouw van het Witte Huis in 1897 （页面存档备份，存于） The construction of the White House in 1897 （荷兰文）

51°55′07.8″N 04°29′30.3″E / 51.918833°N 4.491750°E